# Scheldemusch
De Scheldemusch was een licht tweedekker sportvliegtuig met duwpropeller, gebouwd om makkelijk en veilig mee te kunnen vliegen. De eerste vlucht was in november 1935. De Scheldemusch was een ontwerp van Theo Slot en een van de eerste sportvliegtuigen met een neuswiel landingsgestel. Ondanks een verkoopcampagne in Engeland werden er niet meer dan zes van verkocht, een exemplaar is korte tijd getest door de RAF. Er is ook één kleine vliegbootversie van gebouwd.

## Ontwerp en Historie
Door de economische crisis in de jaren 1930 zag het bedrijf De Schelde zich genoodzaakt om zich ook op andere markten te richten. Men besloot de failliete boedel van vliegtuigbouwer Pander over te nemen, inclusief ingenieur Theo Slot.
Naar aanleiding van het succes van Henry Mignet Pou-du-Ciel lichte sportvliegtuig, liet de Schelde de Scheldemusch ontwerpen. Dit werd een bescheiden succes en was het eerste Nederlandse vliegtuig met een neuswiel. De constructie van de Scheldemusch bestond uit hout en metaal met een doekbespanning. De piloot zat in een soort kuip met daarachter de motor met een duwpropeller. De vleugels hadden een lichte V-stelling. De bovenste vleugel was voorzien van rolroeren en vaste slats. Het toestel werd voortgedreven door een Praga 40 pk tweecilinder luchtgekoelde boxermotor.

## Variant
Als variant op de Scheldemusch ontwierp Theo Slot ook de Scheldemeeuw, een klein vliegbootje. De Scheldemeeuw werd later herbouwd met een geheel metalen romp en diende voor De Schelde productieafdeling als proefstuk voor de latere licentiebouw van de Dornier Do 24 vliegboot.

## Vergelijkbare vliegtuigen
- Koolhoven F.K.30 Toerist
- BAT F.K.28 Crow